# La Nuit de décembre (Musset)
Pour le film, voir La Nuit de décembre (film).
La Nuit de décembre est un poème d'Alfred de Musset de 1835.
Rédigés après la rupture du poète avec l'écrivaine George Sand, les quatre poèmes lyriques des Nuits (Mai, Décembre, Août et Octobre) forment une chronique passionnelle et douloureuse déclinant les saisons du cœur et de la vie. Dans La Nuit de décembre, la plus originale par la forme, Musset revisite son passé d'enfant, d'adolescent et d'amant trahi. Il y réveille les fantômes d'un double étrange et complice « qui [lui] ressemblait comme un frère ».
Le thème du double est une nouvelle fois abordé par Musset dans La Nuit de décembre. Ce serait l'expression d'un pessimisme antérieur à l'auteur et de son mal-être. Musset est un homme profondément seul par son statut de poète qui n'attend plus rien de l'humanité. Le seul être qui serait pour lui digne de confiance est lui-même. D'où un double qui l'accompagnerait partout. Le poète revisite son passé d'enfant.